# Strychnos barteri
Strychnos barteri är en tvåhjärtbladig växtart som beskrevs av Solered.. Strychnos barteri ingår i släktet Strychnos och familjen Loganiaceae. Inga underarter finns listade i Catalogue of Life.